# Algedonia luteorubralis
Algedonia luteorubralis là một loài bướm đêm trong họ Crambidae.